# Михайловка (Михайловский сельский совет, Покровский район)
Миха́йловка (укр. Михайлівка) — село на Украине, находится в Покровском районе Донецкой области. Расположено на реке Солёная. Михайловка основана в 1870 году.  Через село проходит автомобильная дорога Донецк — Киев. 
Код КОАТУУ — 1422783201. Население по переписи 2021 года составляет 890 человек. Почтовый индекс — 85380. Телефонный код — 623.

## Местный совет
85380, Донецкая область, Покровский р-н, с. Михайловка, ул. Шкильна, тел. 5-30-1-42